# Paquita la del Barrio
Pour les articles homonymes, voir Paquita.
Paquita la del Barrio (« Paquita, celle du quartier »), de son vrai nom Francisca Viveros Barradas, née le 2 avril 1947 à Alto Lucero (Veracruz) et morte le 17 février 2025 à Xalapa (Veracruz)), est une chanteuse mexicaine de rancheras, boléros et d'autres genres musicaux mexicains et latino-américains.
Ses chansons prennent généralement position contre la culture masculine sexiste au Mexique. Cela l’a rendue très populaire auprès du public féminin. Sa phrase fétiche, avec laquelle elle taquine souvent les spectateurs masculins dans ses spectacles, est « ¿Me estás oyendo, inutil? » (« Est-ce que tu m’entends, bon à rien ? »). De nombreux albums et chansons de Paquita sont joués dans des clubs et dans des cantinas. Une de ses chansons les plus connues est Rata de dos patas (« Rat à deux pattes »), dans laquelle elle utilise la métaphore du rat pour désigner un homme. De nombreux admirateurs, en particulier en dehors du Mexique, l'apprécient également pour son côté kitsch.

## Biographie

### Enfance
Francisca Viveros Barradas, mieux connue sous le nom de Paquita La Del Barrio, naît le 2 avril 1947 dans l'État de Veracruz,  à Alto Lucero. Elle est la fille d’Aurora Barradas et de Tomás Viveros.
Son enfance n'est pas facile, « Chica » (fillette), comme on l'appelle, apprend à cueillir le café, décharger les animaux, couper les mangues dans les vergers, et va de village en village pour vendre du pain. En somme, elle doit exécuter des tâches relatives à sa situation modeste dans un petit village situé à 5 heures de la ville la plus proche.
Vers 12 ans, Paquita découvre son talent pour le chant tandis qu’elle voyage le long des routes à cheval. Lors des fêtes scolaires, ses enseignants lui demandent toujours d’interpréter une chanson, et c’est à cette occasion que Paquita chante pour la première fois en public.

### Débuts difficiles et premier mariage
Paquita réussit seulement à terminer l'école primaire. Vers l'âge de 15 ans, on lui propose de venir travailler dans le registre d'état civil de son village. C’est dans cette institution qu’elle rencontre le trésorier de l'Hôtel de Ville, son premier grand amour, un homme nommé Michael Gerardo, de 28 ans son aîné et, par la même occasion, un homme marié.
Paquita a 2 fils avec lui : Michael puis Javier, nés à un an d’intervalle. Après son accouchement, son mari l’emmène vivre dans une autre petite ville appelée Chicontepec. Fatiguée de vivre cette vie qu’elle ne voulait pas, Paquita prend son courage à deux mains, décide de partir et confie la garde de ses enfants à sa mère Aurora.

### Arrivée à Mexico et second mariage
En 1970, Paquita la del Barrio arrive à Mexico pour trouver du travail. Elle est accompagnée par sa sœur Viola, avec qui elle chante parfois lors des fêtes et elles décident de créer un groupe ensemble appelé Las Golondrinas. Elles s’installent dans un petit logement avec peu de ressources dans le quartier de Tepito, un quartier plutôt malfamé et dangereux de Mexico.
Une fois installée, elle trouve du travail dans une petite ville appelée La Fogata Norteña. C’est à ce moment-là qu’elle rencontre son second mari, Alfonso Martinez, qui, au cours des années, va devenir le célèbre « bon à rien », marque de fabrique et signature de l’artiste.
Alfonso est le gérant d'un restaurant d’un hôtel et lorsqu’il tombe amoureux de Paquita, il la demande en mariage et lui propose d’aller chercher ses enfants, toujours sous la tutelle de leur grand-mère, dans le but de mener une vie de famille. En 1975, une maison de disque propose un contrat au groupe afin de partir en tournée au Pérou et au Chili, cependant, ils ne veulent qu’une des deux sœurs, Viola.
Vexée, Paquita affirme qu’elle n’aurait jamais laissé sa sœur si elle avait été choisie à sa place. Elle décide donc de se retirer et monte un petit restaurant mexicain puis, avec l’aide de son mari, décide de devenir traiteur pour des repas de fête ou des banquets. Son rôle se limite à la cuisine et à l’achat des ingrédients nécessaires. Peu à peu, leur entreprise gagne des clients. En 1977, elle donne naissance à des jumeaux qui meurent de façon inexpliquée au bout de quelques semaines. Trois mois après, sa mère meurt des suites d’une crise de diabète.
Après avoir récolté un peu d’argent grâce aux banquets, elle achète des terres à Colonia Guerrero en 1978, et entreprend la construction d’un futur restaurant appelé Casa Paquita. Il lui vient soudain l’idée de chanter en solo dans son propre restaurant et devant les clients.

### Premier album
En 1984, Paquita enregistre enfin son premier album qu’elle finance avec ses propres économies. En effet, elle ne trouve pas de maison de disque qui accepte de lui faire signer un contrat. Même si elle a du talent, son physique ne correspond pas à celui d’une femme exubérante dévoilant ses charmes aux hommes. Peu de portes lui ont donc été ouvertes. Le directeur de ce premier album, Emilio Jimenez, la rebaptise Paquita La Del Barrio et le premier album s’intitule El Barrio De Los Faroles.
Le 20 novembre 1985, vient enfin la première grande occasion pour Paquita de se produire à la télévision dans l’émission Hoy Mismo animée par Guillermo Ochoa, où elle interprète la chanson Lámpara sin luz. Après avoir quitté les studios, elle ignore si les retombées médiatiques seront importantes ou non. Elle constate qu’une foule de personnes attendent à l’entrée de son restaurant pour la voir chanter. Cette émission lui permet d’entrer dans le cœur de milliers de personnes aussi bien dans la capitale que dans le pays.
Sa popularité et sa célébrité commencent alors à s’étendre. De nombreuses personnes influentes viennent la saluer.
Son restaurant a servi de décor pour le téléfilm Thalía tiré du célèbre roman Maria la del Barrio dans lequel Paquita fait une apparition en tant qu'invité. C’est là que naît la fameuse phrase « Est-ce que tu m’écoutes, bon à rien ? ».
À ce moment-là, les chansons de Paquita ne sont pas spécialement contre les hommes. Son style musical s’oriente plus vers celui de Chelo Silva, chanteur mexicain, lorsqu’elle écoute par hasard sa chanson Cheque en blanco dans sa voiture. Émue par la chanson, elle se met à pleurer et naît en elle un sentiment qui va caractériser toute sa musique et créer son style incomparable.

### Carrière internationale et divorce
En 1992, la société Balboa-Musart lui propose de les rejoindre. Cela lui permet de commencer une carrière en Espagne qu’elle visite l’année suivante. Elle effectuera des allers retour dix fois de suite afin de gagner l'affection du public espagnol.
En 1995, après avoir passé 25 ans avec son mari Alfonso Martinez, Paquita engage un détective et découvre qu'il mène une double vie avec une maîtresse et une fille âgée de 15 ans. C’est un coup dur pour Paquita, une colère s’installe en elle et l’amène à chanter encore plus sa rancœur envers les hommes. Cet événement conduit à un divorce et, même s’ils sont séparés, ils continuent à vivre ensemble mais plus comme un couple. Paquita le décrit dans ses chansons comme l'amour de sa vie, jusqu'à la mort de ce dernier en 2000.

### Succès et reconnaissance

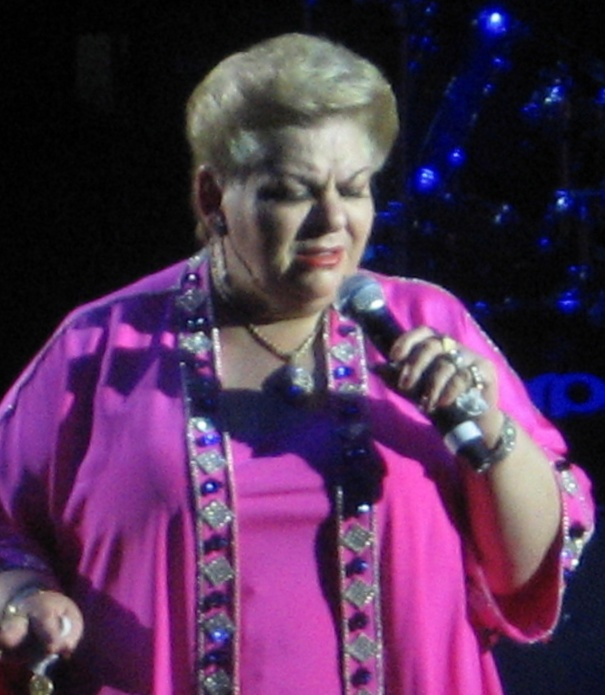
Paquita la del Barillo à Monterrey (Mexique).

En 1997, Paquita la del Barrio signe un contrat avec le célèbre producteur Ruly Vega et entame une tournée aux États-Unis. Ce dernier a grandement contribué à la hausse incroyable de la popularité et du succès de Paquita, qui enchaîne les tournées pendant cinq années consécutives. Elle partage parfois la scène avec, entre autres, Vicente Fernandez, Juan Gabriel, Jenni Rivera, Joan Sebastian, Ramon Ayala, K-Paz de Sierra, Lupita D'Alessio, Ezequiel Peña, Arrolladora Banda El Limon, Lupillo Rivera, et El Chapo de Sinaloa.
Trente-trois albums enregistrés sont comptabilisés dans sa discographie, y compris des duos, trios, et des collaborations avec des mariachi et des groupes mexicains disponibles sur d’autres albums. Elle a vendu en tout plus de 20 millions de disques.
Parmi ses plus grands succès, on compte Tres Veces Te Engañé, Rata De Dos Patas, Las Rodilleras, Las Mujeres Mandan, La Última Parada, Me Saludas A La Tuya, Soltero Maduro, Chiquito, Hombres Malvados et bien d’autres. La plupart de ces chansons appartiennent au compositeur Manuel Toscano Eduardo.
En 2009, elle chante aux côtés du chanteur guatémaltèque Ricardo Arjona sur la chanson de Ni Tú Ni Yo, qui a suscité un grand intérêt de la part du public. Devant un tel succès commercial, ils partent en tournée ensemble vers la fin de l’année, pour la première fois, en Argentine et en Colombie. Elle a également chanté à la cérémonie Premios Lo Nuestro et a participé à « Somos El Mundo », la version espagnole de « We Are The World».
Paquita La Del Barrio a fait quelques apparitions au cinéma, notamment dans les films Modelo Antiguo avec Silvia Pinal, et Cansada de besar sapos aux côtés du groupe Camila. Elle a également reçu de nombreux prix au Mexique et en Amérique centrale.
En 2011, Paquita reçoit pour la première fois le prix Billboard de la Musique Régionale Mexicaine. Elle reçoit également le prix «La Voz» dans le cadre de ses 40 ans de carrière et pour la récompenser de sa lutte pour la cause féministe. De plus, elle est aussi nommée pour un Latin Grammy dans la catégorie Meilleur Album Mariachi de l’Année pour l'excellence artistique de son album «Eres Un Farsante ».
En janvier 2025, Paquita devait se produire lors d'un concert à l'auditorium national de Mexico, mais ce concert est annulé pour des raisons de santé non précisées. Elle meurt le 17 février 2025, à 77 ans,.

## Controverse
En mars 2010, Paquita se fait remarquer pour ses commentaires sur la question de l’adoption par les couples homosexuels, en disant qu'elle préfère voir un enfant affamé mourir de faim dans les rues plutôt que de le voir adopté par un couple homosexuel.

## Discographie
- 1984 : El Barrio De Los Faroles ;
- 1992 : Desquítate conmigo[8] ;
- 1993 : Tres veces te engañé ;
- 1993 : Te voy a recordar ;
- 1993 : Paquita la del Barrio y sus boleros rancheros ;
- 1993 : Ni un cigarro ;
- 1993 : Invítame a pecar ;
- 1993 : Bórrate[8] ;
- 1994 : Acábame de matar[8];
- 1995 : Dicen que tú[8] ;
- 1998 : Me saludas a la tuya ;
- 1999 : Al cuarto vaso ;
- 2000 : Piérdeme el respeto ;
- 2000 : El club de los inútiles ;
- 2000 : Azul celeste ;
- 2001 : Taco placero ;
- 2001 : Duro y contra ellos ;
- 2002 : Verdad que duele ;
- 2002 : Pa' puras vergüenzas
- 2002 : Falsaria ;
- 2004 : Que Mama tan chaparrita ;
- 2004 : Para los inútiles ;
- 2004 : Me estás oyendo, inútil?
- 2004 : Lámpara sin luz ;
- 2004 : La crema de la crema ;
- 2004 : Hombres malvados ;
- 2005 : Que Chulos Campos ;
- 2005 : No me amenaces ;
- 2005 : Mi historia ;
- 2005 : Llorarás ;
- 2005 : En la bohemia ;
- 2006 : El estilo inconfundibl de Paquita la del barrio ;
- 2006 : 20 éxitos ;
- 2007 : Puro dolor ;
- 2007 : No chifle usted ;
- 2008 : Las consentidas de Paquita la del barrio ;
- 2008 : Las mujeres mandan ;
- 2008 : Lo nuevo de Paquita la del barrio ;
- 2011 : Eres un farsante.